# Simone Ganz
Simone Andrea Ganz (Genua, 21 september 1993) is een Italiaans voetballer die bij voorkeur als aanvaller speelt. Hij wordt door Juventus verhuurd aan Hellas Verona.

## Clubcarrière
Ganz speelde in de jeugdopleiding van AC Milan. Die club verhuurde hem om speelervaring op te doen aan AC Lumezzane en Barletta. In 2014 trok de aanvaller naar Como. In twee seizoenen maakte hij 34 doelpunten in 57 competitieduels voor Como, waarmee hij in 2015 naar de Serie B promoveerde. In 2016 tekende hij een vierjarig contract bij Juventus, dat hem tijdens het seizoen 2016/17 verhuurt aan het gedegradeerde Hellas Verona. Op 4 september 2016 maakte Ganz zijn eerste treffer voor Hellas Verona tegen US Salernitana 1919.